# Maszúd Barzani
Maszúd Barzani (kurdul مەسعوود بارزانی vagy Mesûd Barzanî; 1946. augusztus 16.–) az Iraki Kurdisztán elnöke 2005 és 2017 között.

## Élete
A kurdok politikai életét évtizedek óta domináló Barzani család tagjaként apjától vette át a Kurdisztáni Demokrata Párt vezetését 1979-ben. Miután iráni oldalon harcolt a Száddám-rezsim ellen az irak–iráni háborúban (→ iraki kurd felkelés), száműzetésbe vonult.
A kurd autonómia 1991-es megvalósulásával a KDP vezetőjeként az első demokratikus választásokon megosztotta a terület irányítását a Dzsalál Talabáni vezette PUK-kal. 1994-ben azonban polgárháború tört ki a két fél között, melyet csak 1998-ban zártak le.
A Száddám-rezsim bukása után 2005-ben Barzanit a kurd regionális parlament Iraki Kurdisztán elnökévé választotta. Annak ellenére, hogy mandátuma elvben 2015-ben lejárt, továbbra is tisztségében maradt.